# Mr. and Mrs. Stewie
Mr. and Mrs. Stewie («Мистер и Миссис Стьюи») — девятнадцатая серия десятого сезона мультсериала «Гриффины». Премьерный показ состоялся 29 апреля 2012 года на канале FOX

## Сюжет
После публичного слушания книги в местном клубе Брайан знакомится с молодой девушкой. Стьюи вместе с ним приходится ехать в местный колледж, где Брайан остаётся на ночь, забыв о Стьюи. На следующее утро Брайан извиняется перед ним, предлагая поехать в местный парк.
В парке Стьюи знакомится с девочкой Пенелопой, которая мстит парню, что толкнул Стьюи. Герои понимают, что у них есть много чего общего: так, например, Пенелопа любит заниматься математикой и имеет комнату с оружием, как и Стьюи. Когда Пенелопа говорит, что она убила свою мать, Стьюи окончательно восхищается своей новой подругой и признаётся ей в любви.
По всему миру происходят бедствия: война, разруха, наводнения, взрывы — всему виной «игры» Стьюи и Пенелопы. Брайан говорит Стьюи, что Пенелопа плохо на него влияет. Также он замечает, что она это делает просто так, ради своего удовольствия, а не для завоевания мира (чего Стьюи всегда хотел добиться).
Тем временем Лоис в очередной раз попадает в больницу — Питер во сне всегда душит её, переворачиваясь на другой бок. Лоис понимает, что бесконечные переломы шеи не могут более продолжаться, поэтому решает поменять одну кровать в спальне на две разные. Питер не может заснуть по ночам — ему нужен кто-то, кого можно было бы обнимать, но Лоис стоит на своём. Окончательно расстроившись, Питер предлагает Гленну спать вместе в одной кровати, просто для того, чтобы можно было заснуть. Гленн соглашается. Итак, Питер переезжает к Гленну. Они спят в одной кровати. По утверждению самих героев, это не означает, что они — гомосексуалы, однако романтичная музыка на фоне делает всю эту историю ещё более смешной. В конце концов, Лоис предлагает Питеру вернуться домой и сдвинуть кровати обратно.
Стьюи случайно пробалтывается Пенелопе о том, что ему сказал Брайан. Пенелопа вне себя от гнева: она просит убить Брайана, если Стьюи действительно любит её. Стьюи поначалу пытается это сделать, но понимает, что не сможет убить своего лучшего друга. Тогда Пенелопа заявляет, что сама убьёт Брайана во что бы то ни стало. Стьюи удаётся спасти Брайана от посылки со взрывчаткой, рассказывая со слезами, что он не смог бы его убить. Сейчас же на пороге дома появляется Пенелопа. Стьюи вступает с ней в бой, в результате которого Пенелопа обещает больше никогда не приближаться к Брайану, она уезжает далеко на грузовике, на котором происходил бой, успевая поцеловать напоследок своего соперника.
Брайан и Стьюи встречаются на крыльце дома с ссадинами и синяками от боя. Брайан благодарит за то, что Стьюи спас его жизнь. В этот момент на крыльце появляется Мег. Брайан спрашивает её, как у неё дела, но та не успевает ничего рассказать, так как серия заканчивается.

## Создание
Автором сценария стал Гарри Джанетти, который трудится в «Гриффинах» с эпизода «Brian: Portrait of a Dog». Этот эпизод стал его второй работой за сезон после «Stewie Goes for a Drive».